# تيري غروس
تيري غروس (بالإنجليزية: Terry Gross)‏ صحفية ومقدمة تلفزيونية أمريكية، ولدت في 14 فبراير 1951 في بروكلين في الولايات المتحدة.

## وصلات خارجية
- تيري غروس على موقع IMDb (الإنجليزية)
- تيري غروس على موقع ميوزك برينز (الإنجليزية)
- تيري غروس على موقع إن إن دي بي (الإنجليزية)
- تيري غروس على موقع ديسكوغز (الإنجليزية)
- تيري غروس على موقع قاعدة بيانات الفيلم (الإنجليزية)